# Істоміна Енесса Георгіївна
Енесса Георгіївна Істоміна (16 червня 1934, Чишми — 10 квітня 2023, Москва) — російський історик, доктор історичних наук (1984), професор (2003) кафедри регіональної історії та краєзнавства Історико-архівного інституту РДГУ. Провідний науковий співробітник Інституту російської історії РАН. Фахівець у галузі історичної географії, регіональної та соціоприродної історії, історико-культурної та природної спадщини Росії, історії культури.
Академік РАПН; голова бюро Секції з історичної географії, картографії та краєзнавства Наукової ради з історичної демографії та історичної географії РАН; член Російського географічного товариства; член Спілки журналістів Росії.

## Біографія
Народилася 16 червня 1934 року в Башкирії.
У 1957 році закінчила Московський державний історико-архівний інститут.
В 1957—1968 — старший науковий співробітник, зав. відділом використання документальних матеріалів держ. архівів Псковської і Новгородської областей.
У 1969—1970 — старший науковий співробітник Всесоюзного науково-дослідного інституту документознавства та архівної справи (ВНДІДАС).
У 1970—1971 — старший викладач Московського державного історико-архівного інституту.
З 1971 — старший науковий співробітник, потім провідний науковий співробітник Інституту історії СРСР Академії наук СРСР (нині — Інститут російської історії РАН).
З 1992 року одночасно викладає в Російському державному гуманітарному університеті (РДГУ); з 2003 — професор. Читає курси лекцій «Регіональна історія», «Історичне краєзнавство». Член спеціалізованої вченої ради з культурології РДГУ, історичних наук, мистецтвознавства.
Заступник голови Вчених рад ІРІ РАН. Член спеціалізованої Вченої ради ІРІ РАН.
Автор понад 200 робіт.
Померла 10 квітня 2023 року.

## Основні публікації
- Истомина Э. Г. Водные пути России во второй половине XVIII — начале XIX вв.. — М.: Наука, 1982. — 280 с. (в пер.)

Архивные материалы как источники по изучению изменения природопользования и изменения Среды России в XVII—XIX вв. // Итоги науки и техники. Сер. «Палеогеография». — М., 1991. Т. 8.
- Истомина Э. Г. Водный транспорт в России в дореформенный период: Историко-географические исследования. — М.: Наука, 1991. — 264 с. — 500 экз. — ISBN 5-02-008560-X. (в пер.)

Экологический фактор и продолжительность жизни в России XIX — начале XX вв. // Историческая демография. — Прага, 1995. Вып. 14.
- Истомина Э. Г. Сельская дворянская усадьба в первой половине XIX века // Дворянская и купеческая усадьба в России XVI—XX вв.: Исторические очерки. — М.: Едиториал УРСС, 2001. — 784 с. — 1000 экз. — ISBN 5-8360-0183-9. (в пер.)

Малые исторические города России: проблемы изучения // «Cahiers Slaves» № 6. Civilisation russe Les Etudes Regionales en Russie (1890—1990) — Universite de Paris-Sorbonne. 2002.
- Водарский Я. Е., Истомина Э. Г. Сельские кустарные промыслы Европейской России на рубеже XIX—XX столетий / Институт российской истории РАН. — М.: ИРИ РАН, 2004. — 516 с. — 300 экз. — ISBN 5-8055-0126-0. (обл.)
- Истомина Э. Г. Малые города в контексте социокультурной географии: проблемы изучения // Историческая география России: новые подходы: Сб. ст., посвящ. 70-летию В. М. Кабузана / Редкол.: К. А. Аверьянов, Э. Г. Истомина, Я. Е. Водарский (отв. ред.); Рос. акад. наук, Институт рос. истории. — М.: ИРИ РАН, 2004. — 208, [2] с.
- Художественные производства центральных губерний России во второй половине XVIII—XIX вв. (историко-географический аспект) // Российская реальность конца XVI — первой половины XIX в.: экономика, общественный строй, культура. — М., 2007.
- Истомина Э. Г. География культуры и историческая география: проблемы взаимодействия // Проблемы исторической географии и демографии России. Вып. 1 / Редколл.: акад. РАН Ю. А. Поляков (отв. ред.), д.и.н. К. А. Аверьянов, д.и.н. Я. Е. Водарский (зам. отв. ред.), к.и.н. О. И. Елисеева, д.и.н. Э. Г. Истомина; Рец.: д.и.н. А. И. Аксёнов, к.и.н. Н. И. Никитин. — М.: ИРИ РАН, 2007. — С. 42-52. — 404 с. — 300 экз. — ISBN 978-5-8055-0185-3. (обл.)
- Водарский Я. Е., Истомина Э. Г. Православные монастыри России и их роль в развитии культуры (XI — начало XX в.) / Институт российской истории РАН. — М.: ИРИ РАН; Гриф и Ко, 2009. — 546 с. — 500 экз. — ISBN 978-5-8125-1352-8. (в пер.)
- Истомина Э. Г. Пути сообщения России в XVII — начале XIX вв. // Российская Империя от истоков до начала XIX века. Очерки социально-политической и экономической истории / Редакторы: А. И. Аксёнов, Я. Е. Водарский, Н. И. Никитин, Н. М. Рогожин. — М.: Русская панорама, 2011. — 880 с. — 1000 экз. — ISBN 978-5-93165-267-2.